# Siarhiej Astraszapkin
Siarhiej Michajławicz Astraszapkin błr. Сяргей Міхайлавіч Астрашапкін (ur. 28 kwietnia 1976) – białoruski bokser, uczestnik Letnich Igrzysk Olimpijskich w Atlancie, dwukrotny uczestnik Mistrzostw Świata z roku 1995 i 1997. W 1995 był finalistą turnieju im. Feliksa Stamma.

## Kariera
W maju 1995 reprezentował Białoruś na Mistrzostwach Świata w Berlinie. W pierwszym pojedynku w kategorii do 60 kg. zmierzył się z reprezentantem Finlandii Reijo Vuorinenem, przegrywając nieznacznie na punkty (9:11). We wrześniu tego samego roku doszedł do finału turnieju im. Feliksa Stamma rozgrywanego w Warszawie. W finale przegrał na punkty z Polakiem Dariuszem Snarskim.
Na przełomie marca i kwietnia 1996 startował na Mistrzostwach Europy w Vejle. W 1/16 finału pokonał na punkty (12:5) Hiszpana Aitora Vegę. W 1/8 finału przegrał wyraźnie na punkty (2:12) z Bułgarem Tonczo Tonczewem, tracąc szansę na medal. Białorusin zdobył kwalifikacje olimpijskie, wygrywając baraż o miejsce z Jasonem Cookiem. W lipcu 1996 wystartował na Letnich Igrzyskach Olimpijskich w Atlancie. Przegrał tam swój pierwszy pojedynek z Denisem Zimbą, zostając poddanym w trzeciej rundzie.
W październiku 1997 startował na Mistrzostwach Świata w Budapeszcie, ale rywalizację zakończył w 1/32 finału, przegrywając z Estończykiem Albertem Starikovem.
W maju 1998 był uczestnikiem Mistrzostw Europy w Mińsku. Na mistrzostwach przegrał w ćwierćfinale z Gruzinem Kobą Gogoladze. We wrześniu tego samego roku był półfinalistą turnieju im. Feliksa Stamma.